# 沙夫山 (维也纳)
48°14′24″N 16°17′32″E / 48.23992°N 16.29219°E

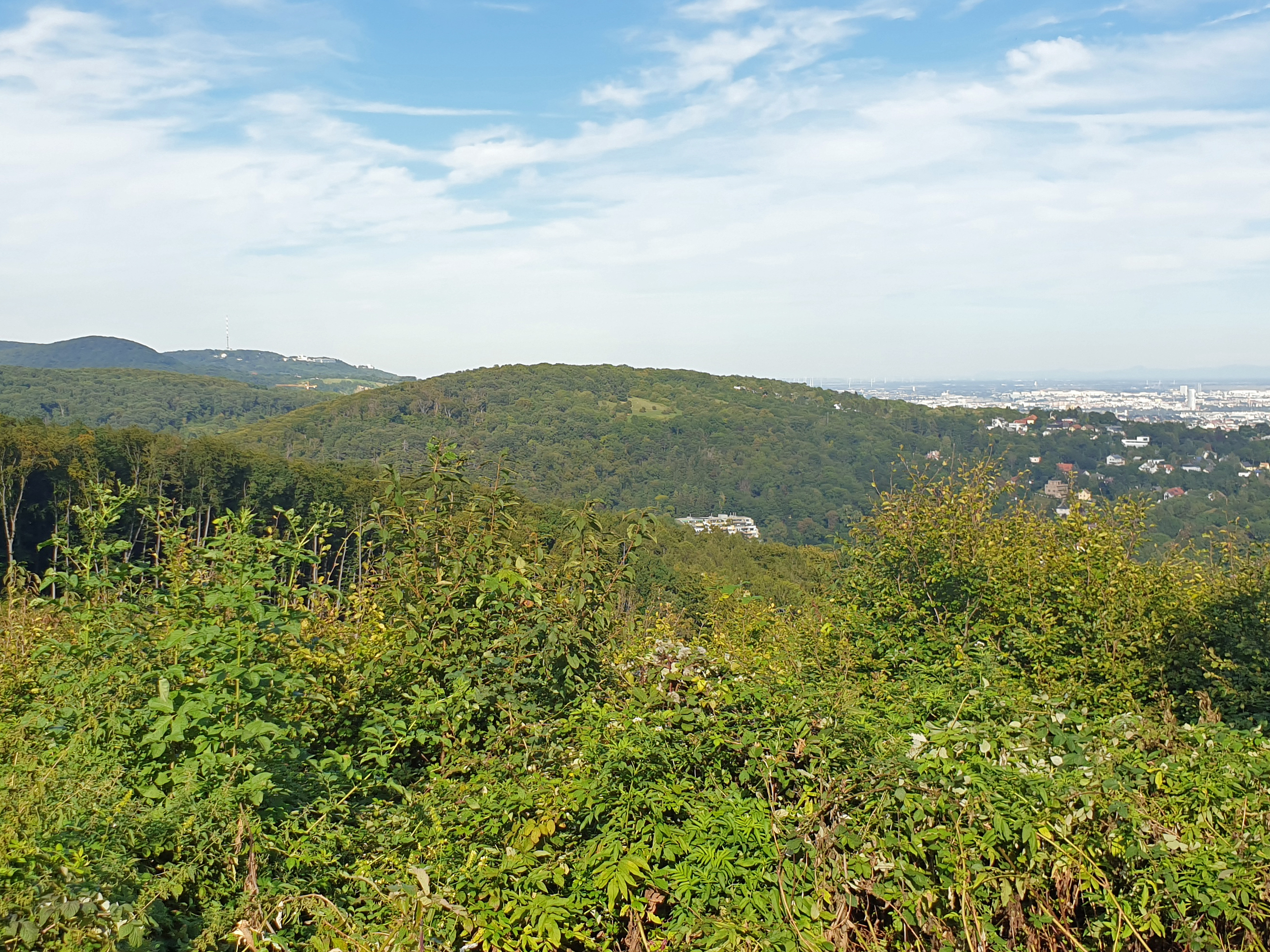
沙夫山

沙夫山（德語：Schafberg）是奧地利維也納的山峰，位於該國東北部，屬於維也納林山的一部分，海拔高度390米，每年平均降雨量904毫米。